# Schloss Drachenburg

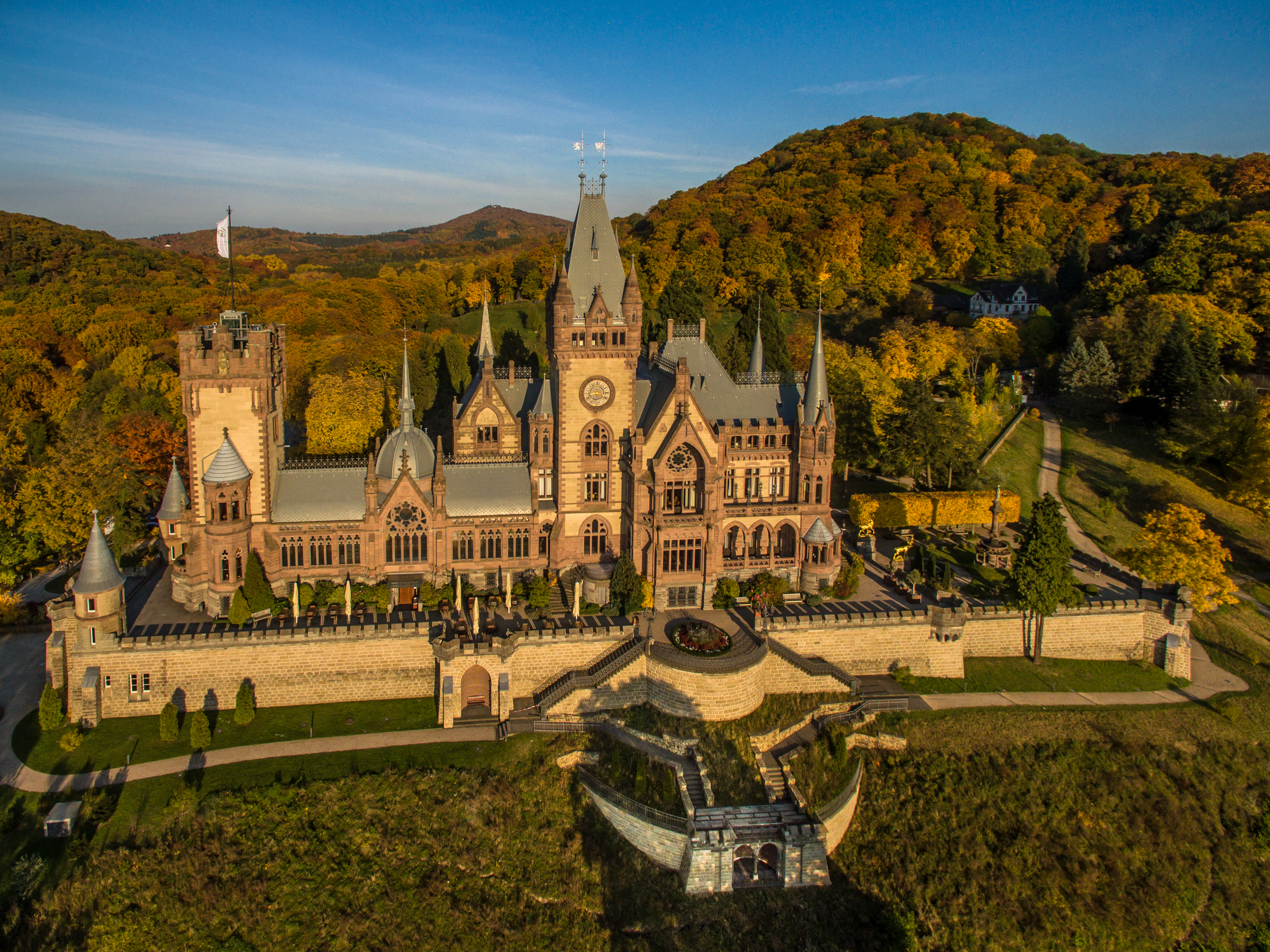
Luftbild aus Richtung Rhein

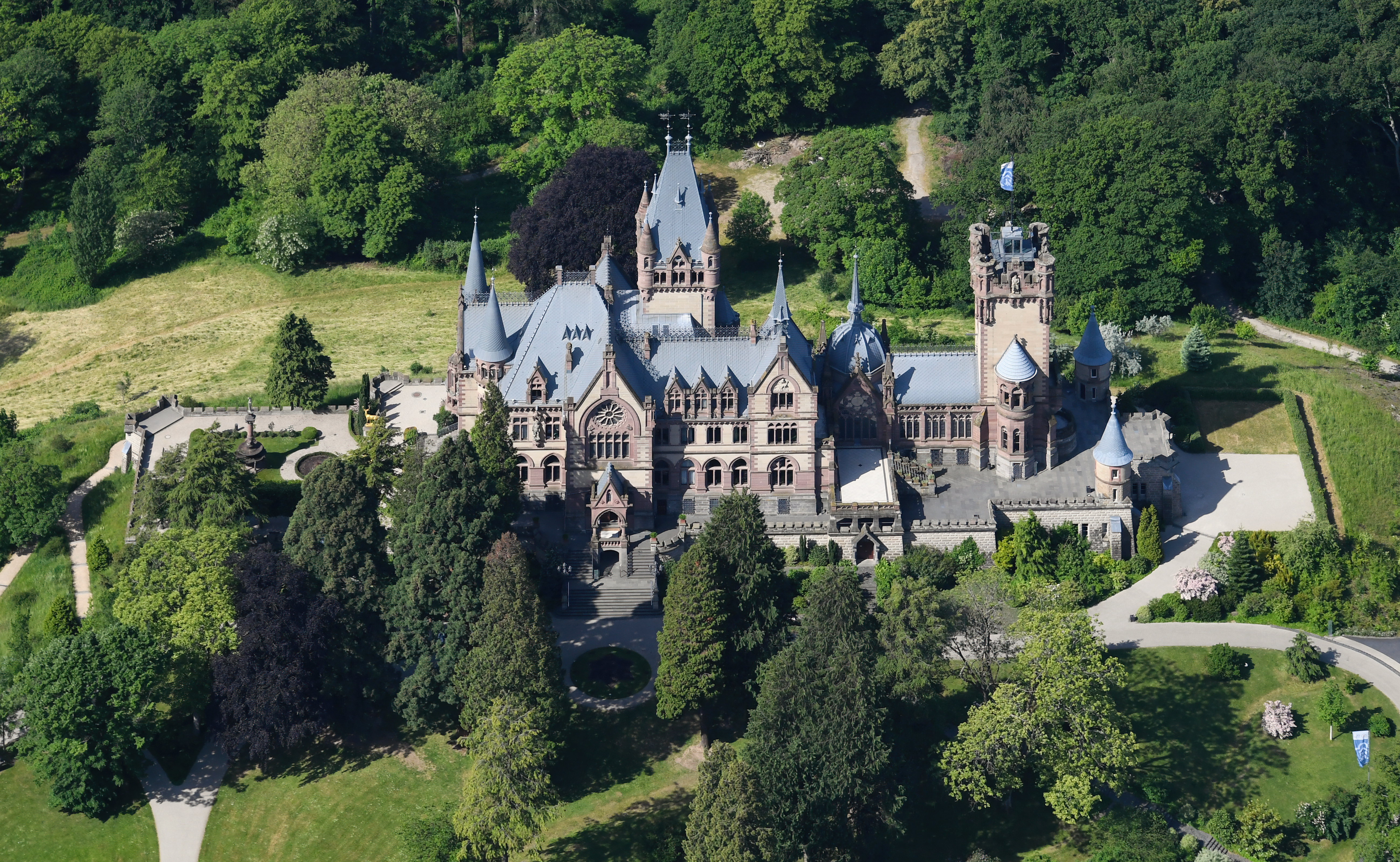
Luftbild der dem Rhein abgewandten Eingangsseite des Schlosses

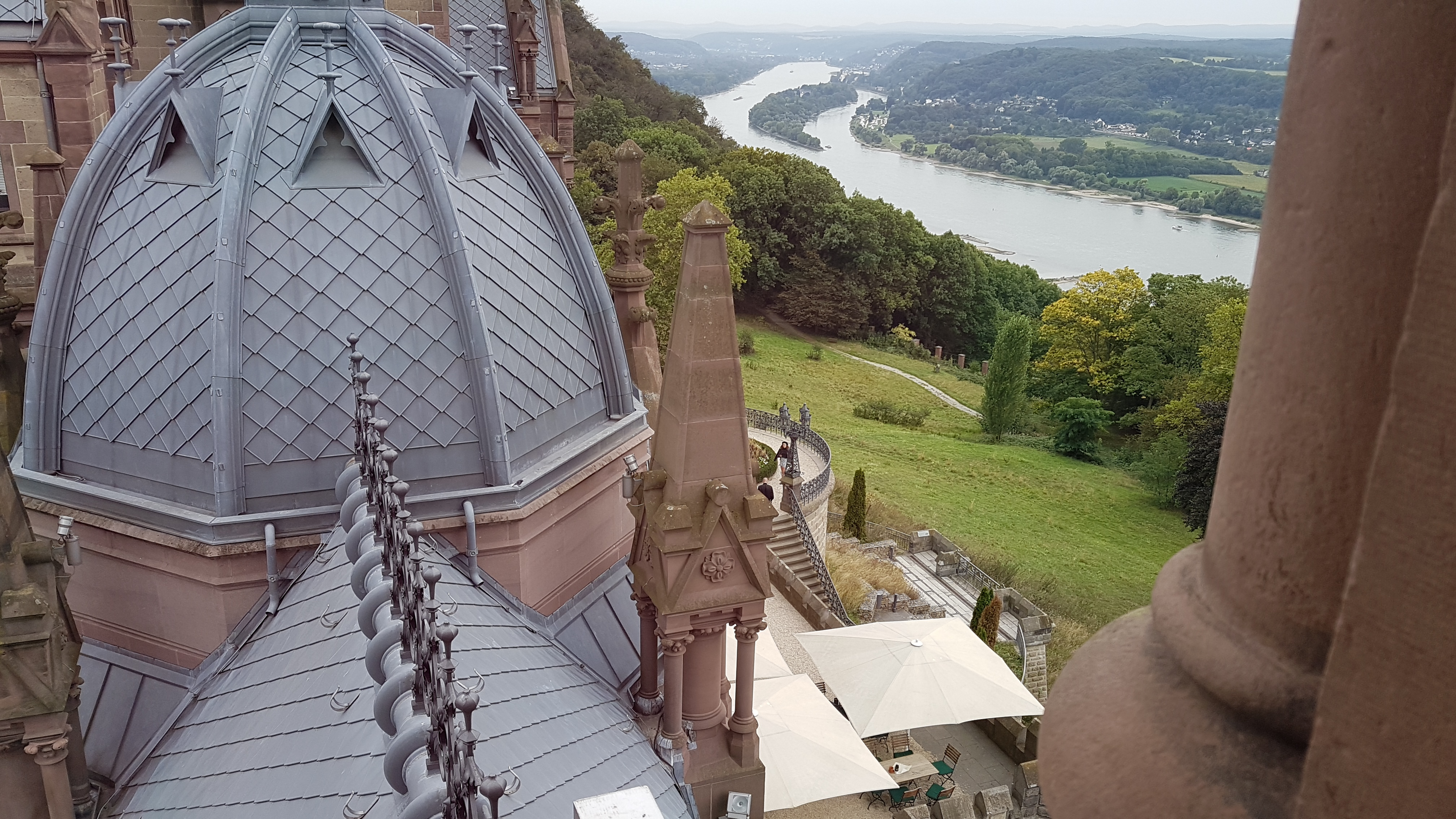
Sicht vom Nordturm auf die Westterrasse mit Restaurantbetrieb, den Schlosspark und den Rhein (2019)

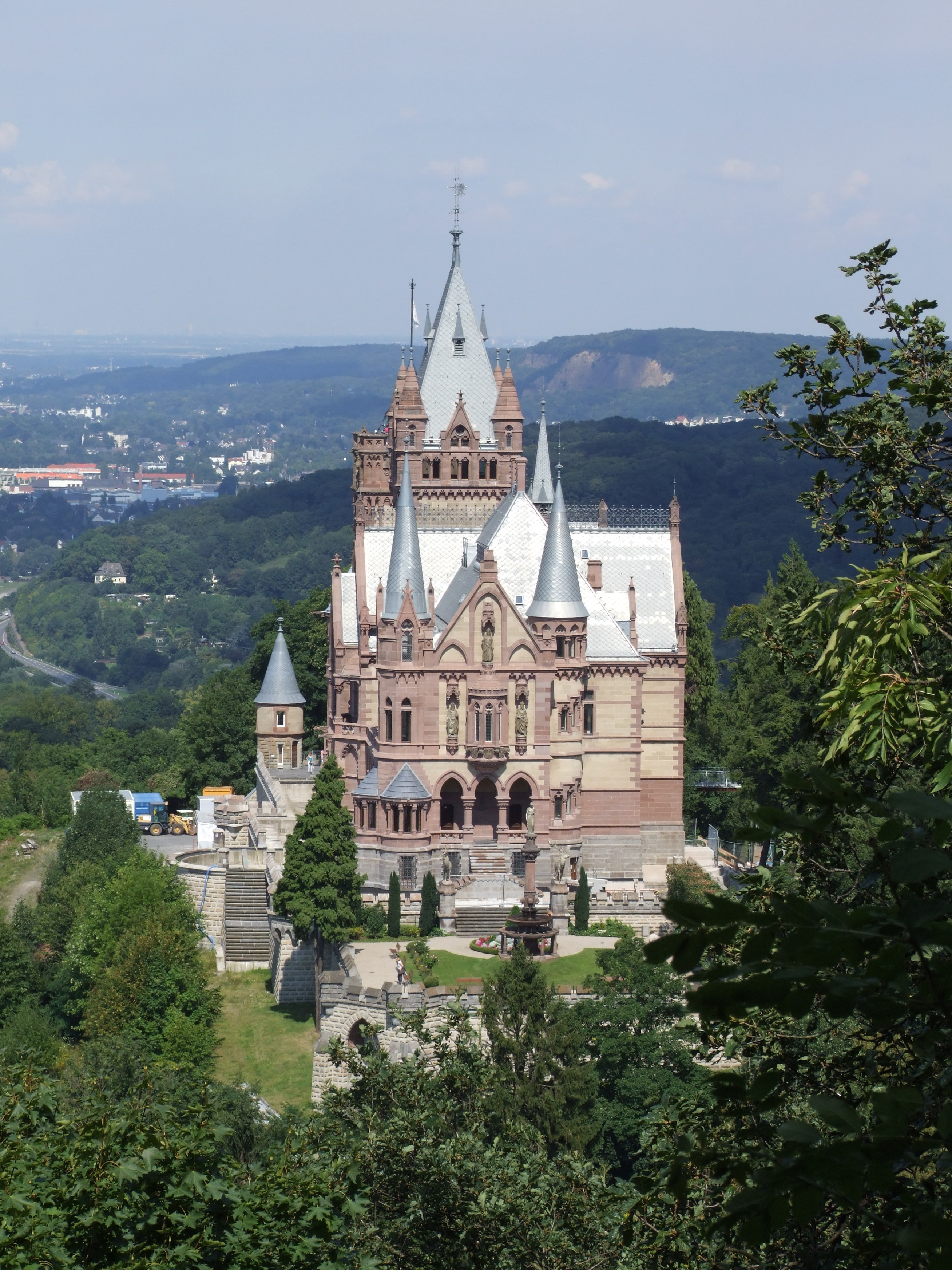
Ansicht aus Süden

Schloss Drachenburg ist ein Schloss am Drachenfels in Königswinter. Es wurde von 1882 bis 1884 in den historistischen Stilen der Neogotik und der Neorenaissance als repräsentativer Wohnsitz für Stephan von Sarter gebaut, der das Schloss allerdings nicht selbst bewohnte. Nach seinem Tod war das Schloss mehrfachem Nutzungswandel ausgesetzt.
1986 wurde Schloss Drachenburg, das kulturhistorisch in den Kontext der Burgenrenaissance der Rheinromantik fällt, unter Denkmalschutz gestellt und 1990 der Nordrhein-Westfalen-Stiftung Naturschutz, Heimat- und Kulturpflege unterstellt. Von 1995 bis 2010 wurde es in Anlehnung an den ursprünglichen Zustand restauriert und zu einer Art Gründerzeitmuseum mit einem Schwerpunkt auf zeitgenössischer Wohnkultur ausgebaut. Für die Rekonstruktion der Eingangstreppe gewannen die Restaurierungsbetriebe Bachmann & Wille und die Bauhütte Quedlinburg 2011 den Peter-Parler-Preis. Die Innenräume sowie die Wandmalereien und historistischen Glasmalereien wurden so weit wie möglich in der ursprünglichen Gestaltung rekonstruiert. Der Schlosspark gehört als herausragendes Beispiel für das Genre zu den Gründungsmitgliedern der Straße der Gartenkunst zwischen Rhein und Maas und ist in das European Garden Heritage Network eingebunden.
In der Vorburg ist auch das Museum zur Geschichte des Naturschutzes in Deutschland untergebracht.

## Lage
Am Übergang von Mittel- und Niederrhein liegt das Schloss auf einem kleinen Plateau am Nordwesthang des Drachenfels, dem Rheintal zugewandt, auf gut 200 m ü. NHN und damit 150 Meter über dem Fluss. Östlich führen der Eselsweg genannte Aufstieg zum Drachenfels und die Drachenfelsbahn entlang, die hier ihre Mittelstation Schloss Drachenburg besitzt.

## Geschichte

### Gründerzeitliche Privatvilla

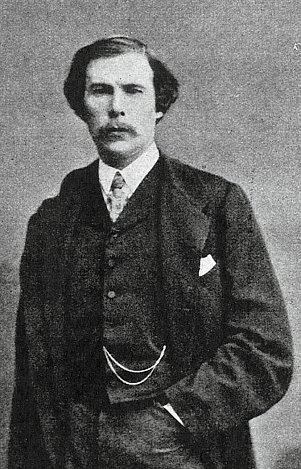
Der Erbauer Freiherr Stephan von Sarter (1833–1902) um 1880

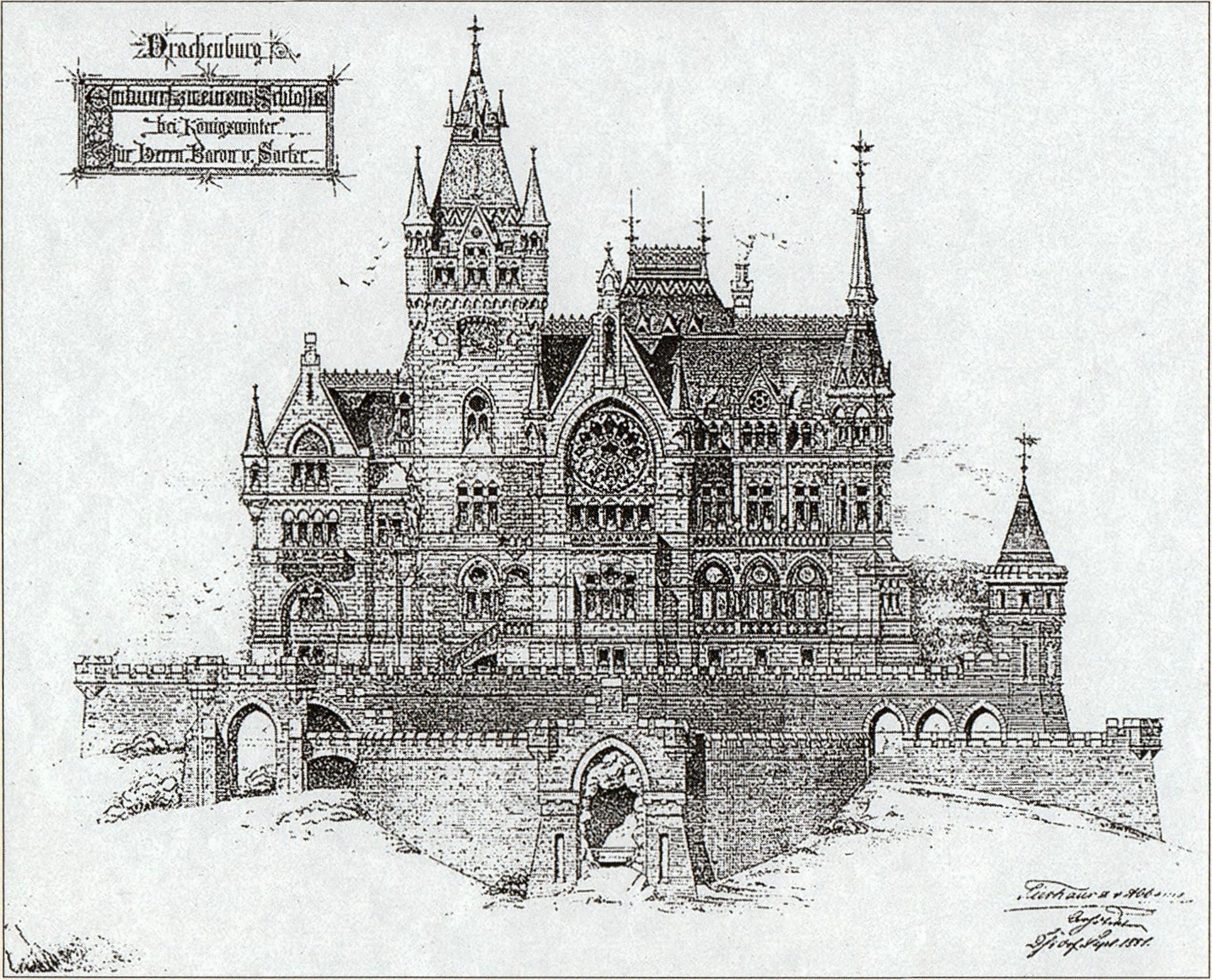
Schloss Drachenburg, Entwurfszeichnung (1881)

Schloss Drachenburg entstand von 1882 bis 1884 als Privatvilla für den aus Bonn gebürtigen Pariser Finanzfachmann Stephan von Sarter. Aus kleinbürgerlichen Verhältnissen stammend, hatte Sarter an der Pariser Börse eine kometenhafte Karriere als Börsenspekulant gemacht und war als Aktieninhaber des Sueskanals und Panamakanals zu Reichtum gekommen. 1881 konnte er sich mittels einer großzügigen Spende in den Freiherrenstand erheben lassen. Als Baron Stephan von Sarter gehörte er fortan zur gehobenen Gesellschaft. Für den Bau einer standesgemäßen Villa wählte Sarter nicht seine Wahlheimat Paris, sondern den vielbesuchten Drachenfels in Sichtweite seiner Geburtsstadt Bonn. Als Architekten wurde das junge Düsseldorfer Architekten-Duo Bernhard Tüshaus und Leo von Abbema verpflichtet. Als eigentlicher Entwerfer des Kernbaus (ohne Kunsthalle und Nordturm) gilt Leo von Abbema, da dessen architektonische Handschrift auf dem Entwurf von Ansichten für eine Rekonstruktion eines Schlosses für Miklós Esterházy de Galántha deutliche Parallelen zu den Planzeichnungen der Drachenburg aufweist. Zur Überarbeitung der Pläne wurde zu einem unbekannten Zeitpunkt der Bauphase der zeitweilig in Paris lebende, ehemalige Kölner Dombauschüler Wilhelm Hoffmann beauftragt, der die Kunsthalle sowie den Nordturm hinzufügte. Die Kunsthistorikerin Angelika Schyma führt auf Hoffmann auch die plastische Durchgestaltung des Kernbaus zurück, sodass sie ihm insgesamt den größeren Anteil am Erscheinungsbild der Drachenburg zuschreibt, Tüshaus & von Abbema hingegen nur die Grundkonzeption des Kernbaus sowie die Vorburg. Als Bauleiter fungierte Gerhard Franz Langenberg, der auch maßgeblich am Entwurf der Innenausstattung beteiligt war.
Mit dem Bau von Schloss Drachenburg schuf Sarter eine sehr selbstbewusste und weithin sichtbare Demonstration seines Ansehens und Reichtums sowie ein auf die Reichsgründung von 1871 Bezug nehmendes Nationaldenkmal. Er lebte bis zu seinem Tod 1902 in Paris und bewohnte das Schloss kaum. Er zahlte für das Gebäude insgesamt 1,8 Mio. Goldmark. Im Schloss findet sich immer noch sein Freiherren-Wappen mit seinem Motto: „Wäge und wage!“ (angelehnt an das Motto des Bankhauses Sal. Oppenheim „Wägen und Wagen“, bei dem er seine Ausbildung gemacht hatte).
1885 zählte der Wohnplatz Drachenburg der Stadt Königswinter 16 Einwohner in zwei Gebäuden.

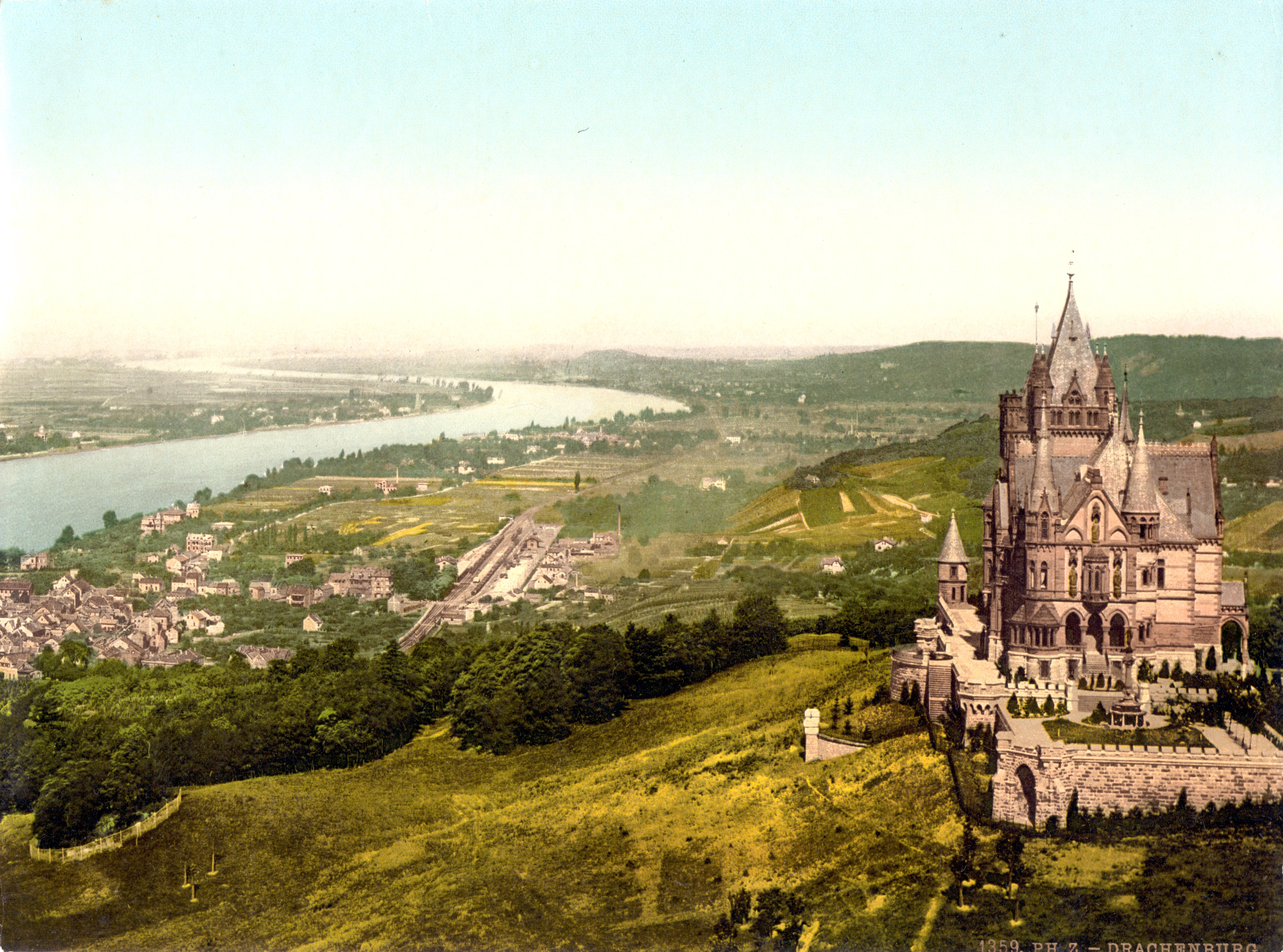
Drachenburg um 1900

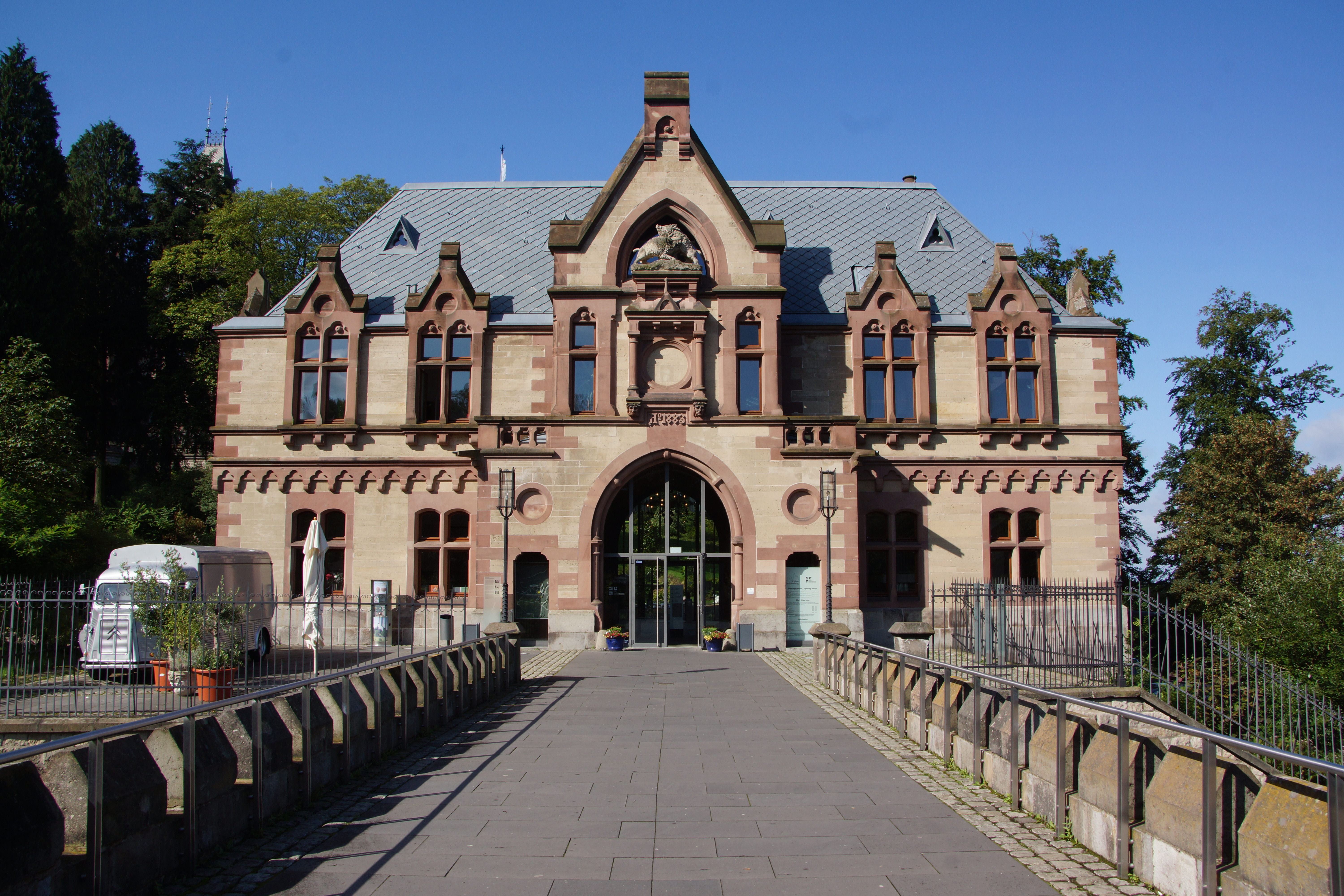
Vorburg (2014)

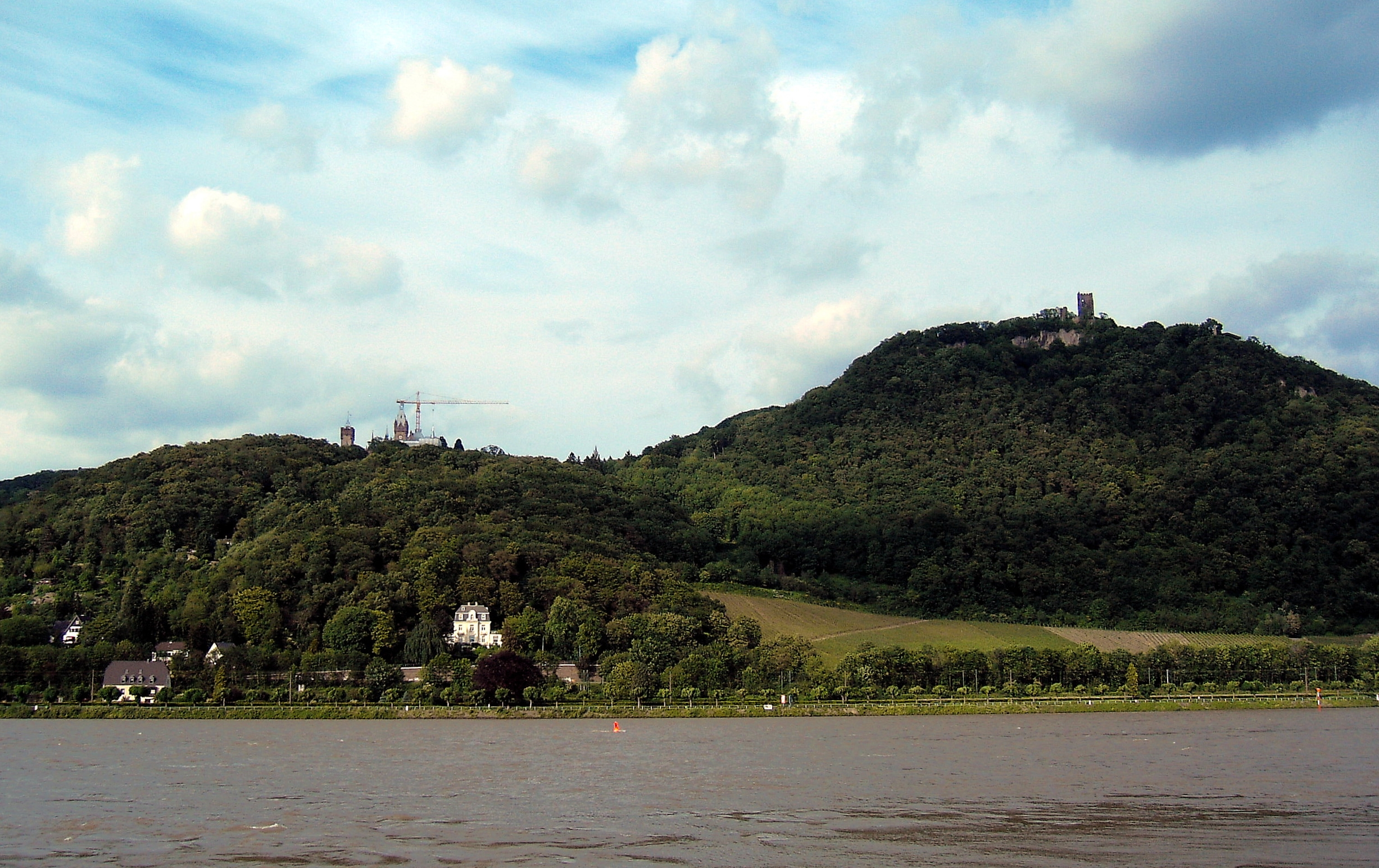
Schloss Drachenburg (links) und Burgruine Drachenfels (rechts)

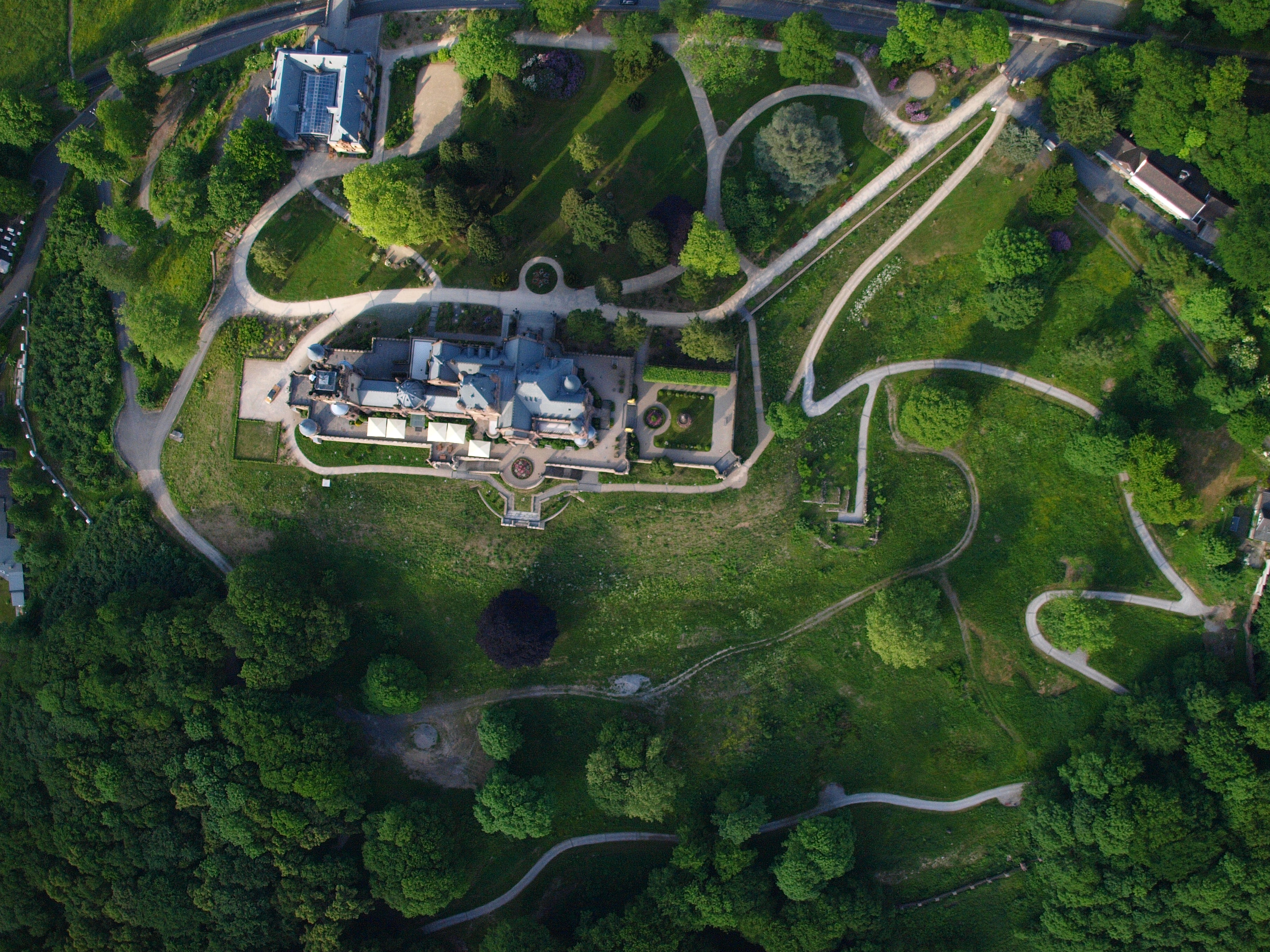
Schloss Drachenburg mit Park, Senkrechtaufnahme

Das prunkvolle Ensemble wurde im Stil des sogenannten Historismus erbaut, einer architektonischen Stilrichtung des 19. Jahrhunderts, die sich an den Baustilen vergangener Epochen orientierte. Mit seiner Fülle von Türmchen, Erkern und Zinnen zitiert das Schloss vor allem mittelalterliche Bauformen. Es knüpft an den Bautyp der Burg an und ist kulturhistorisch eingebettet in die Burgenrenaissance der Rheinromantik. Die reich geschmückte Architektur spiegelt kaiserzeitliche Weltanschauung, Kunst und Kultur wider. Ganz im Gegensatz zur sichtbaren, mittelalterlich historisierenden Architektur birgt das Gebäude im Innern moderne Technik des 19. Jahrhunderts. Gaslampen sorgten für gute Beleuchtung, eine zentrale Warmluftheizung für gleichmäßige Temperaturen. Wendeltreppen aus standardisierten Gusseisenteilen, ein Dachstuhl aus genieteten Stahlträgern, Gusseisensäulen u. a. wurden geschickt in den Bau integriert, ohne den gewünschten mittelalterlich-handwerklichen Gesamteindruck zu beeinträchtigen. Die moderne Bauweise sorgte für die erstaunlich kurze Bauzeit von nur drei Jahren. Drei Architekten, 20 Fachfirmen und 20 verschiedene Künstler sorgten zusammen mit drei Bauleitern und zahllosen Arbeitern für einen raschen Baufortschritt. Fuhrwerke und eine Eselkarawane transportierten das Baumaterial den Berg hinauf – im Siebengebirge entstand damit eine regelrechte Großbaustelle.

### Künstlerische Ausstattung
In den repräsentativen Räumen wurden unter anderem folgende künstlerische Arbeiten verwirklicht:

#### Haupttreppenhaus

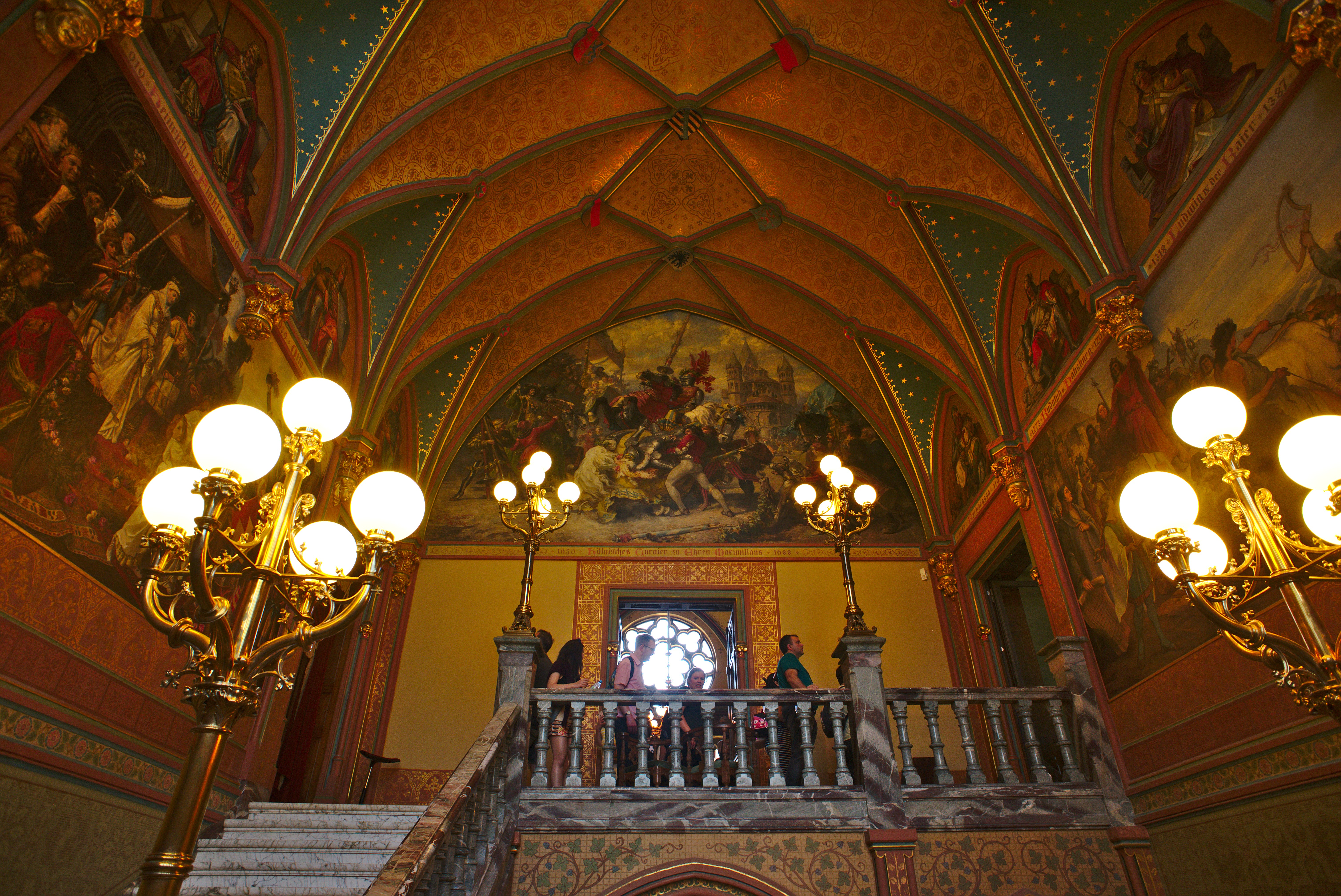
Abschluss des Haupttreppenhauses mit Historiengemälden

- 24 monumentale Historiengemälde mit Kaiserbildnissen (davon 13 noch erhalten), darunter
  - Überführung des Grundsteins zum Kölner Dom, Historiengemälde von Friedrich von Keller
  - Begegnung Heinrich des Finklers mit Karl dem Einfältigen, Historiengemälde von Friedrich von Keller
  - Sängerkieg auf Nonnenwerth, Historiengemälde von Heinrich Heim
  - Hochzeit eines Kölner Partriziers mit einer englischen Königstochter im Jahr 1201, Historiengemälde von Heinrich Heim
  - Turnierszene auf dem Neumarkt zu Köln von 1486, Historiengemälde von Carl Rickelt

#### Empfangssaal
- Schnitzwerk-Ornamentik auf Türen, Wandtäfelung und Decken nach Entwürfen von Franz Langenberg
- Buntverglasungen nach Entwürfen von Fritz Birkmeyer, angefertigt 1884 von der königlichen Hofglasmalerei von Franz Xaver Zettler in München

#### Speisezimmer
- Verlauf einer Jagd des Ritters der Drachenburg im 14. Jahrhundert, Zyklus mit 5 Jagdmotiven von Friedrich von Keller
  - Aufbruch zur Jagd
  - Höhepunkt der Jagd
  - Wildschweinjagd
  - Rast bei Godesberg
  - Rückkehr von der Jagd
- Glasgemälde zum Thema „Jagd“ nach 1883/1884 entwickelten Skizzen von Ferdinand Wagner und Zeichnungen von Alois Brunner, ausgeführt von der Franz Xaver Zettler’schen Hofglasmalerei in München angefertigt (gelten seit dem Zweiten Weltkrieg als verschollen)
- Holzarbeiten für Decke, Täfelungen und Buffet mit aufwändigen Schnitzereien, ausgeführt 1884 von der Firma Rümann, Hannover

#### Nibelungenzimmer
- großformatigen Wandgemälde von Frank Kirchbach zur Nibelungensage
- Glasmalereien mit Darstellungen von Protagonisten und Motiven des Nibelungenliedes

#### Kunsthalle

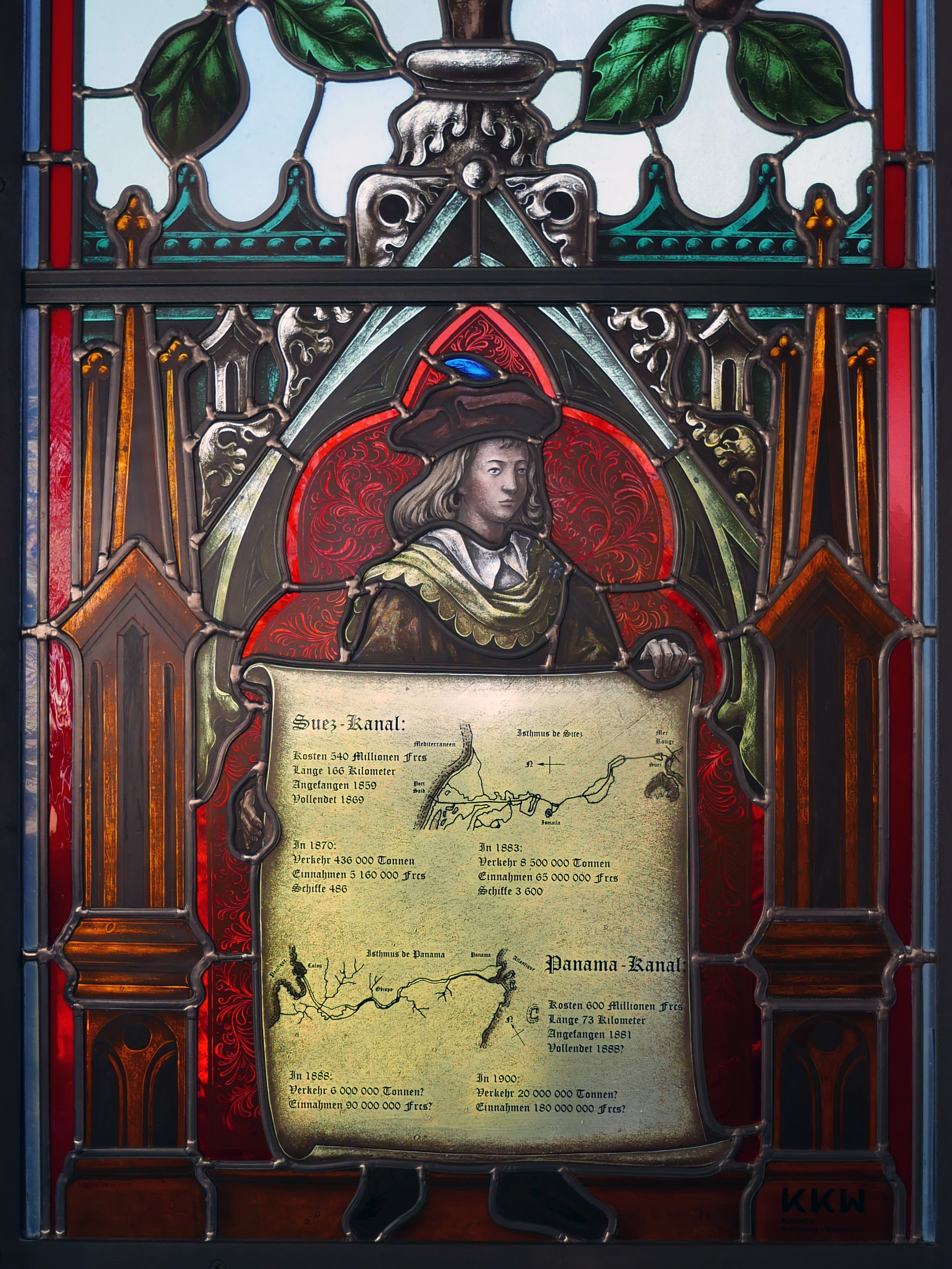
Buntglasfenster in der Kunsthalle mit allegorischer Darstellung von Suez- und Panamakanal – Investitionsprojekte, denen Sarter sein Vermögen verdankte

- Präsentation von Glaskunst mit einem Bildprogramm der Darstellung berühmter Persönlichkeiten aus allen Bereichen des Weltgeschehens, der Kunst und Wissenschaft, angefertigt von der Hofglasmalerei Franz Xaver Zettler

#### Kneipzimmer
- großformatige Gemälde von Hermann Schneider
  - Die Kindheit des Bacchus
  - Die Liebe des Bacchus zu Ariadne auf Naxos
  - Der Triumph des Bacchus
  - Träume von Liebe
  - Träume von Ehre und Ruhm
  - Träume von Reichtum
  - Träume von seligem Genießen

#### Jagd- und Billardzimmer

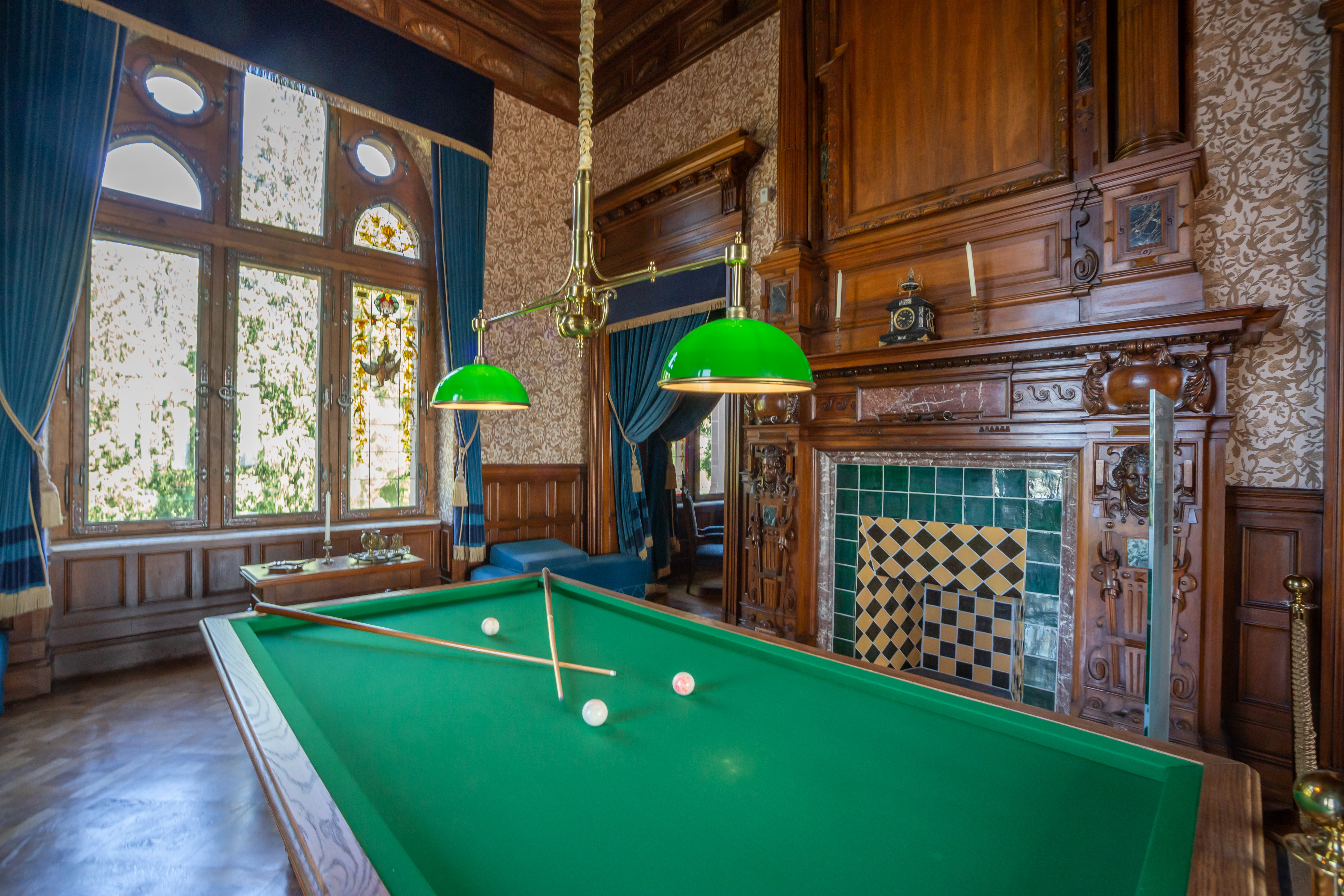
Jagd- und Billardzimmer

- Holzausstattung nach Entwürfen von Franz Langenberg, ausgeführt 1884/1885 von der Kölner Firma Pallenberg
- Glasmalereien zum Themenkreis der Jagd, unter anderem mit der Darstellung einer Diana nach einem Entwurf von Claudius Schraudolph, ausgeführt von der Mayer’schen Kgl. Hofkunstanstalt, München

#### Bibliothek
- Holzausstattung nach Entwürfen von Franz Langenberg, ausgeführt 1884/1885 von der Kölner Firma Pallenberg
- Glasmalereien zur Geschichte, Rechenkunst, Astronomie und Geographie nach Entwürfen von Anton Nepomuk Seder, ausgeführt von der Mayer’schen Kgl. Hofkunstanstalt, München
- Die Überführung des Grundsteins zum Kölner Dom, Ölskizze von Friedrich von Keller

#### Musiksaal
- neogotisches Netzgewölbe und aufwändige Wandvertäfelungen nach Entwürfen von Franz Langenberg, ausgeführt von der Firma Vershoven, Bonn
- Glockenflügel der Firma Ibach, Schwelm
- neogotische Orgel
- Schablonenmalereien des 19. Jahrhunderts
- Buntverglasung mit dem Motiv der Vogelhochzeit
- Fensterrosette mit dem Adelswappen von Sarter, umgeben acht Wappen derjenigen Städte, aus denen die wichtigsten Firmen stammten, die am Bau und an der Ausstattung von Schloss Drachenburg beteiligt waren: Bonn, München, Köln, Stuttgart, Paris, Dresden, Düsseldorf und Berlin

### Erste touristische Nutzung
Baron Stephan von Sarter starb kinderlos, und 1903 erwarb der Neffe Sarters, Jakob Hubert Biesenbach (1870–1947), Schloss Drachenburg für 950.000 Mark. Um seinen Besitz rentabel zu nutzen, machte er das Schloss für die Öffentlichkeit zugänglich. Die Innenräume konnten gegen Entgelt von 0,50 Mark besichtigt werden. In der Kunsthalle wurden Kunstgegenstände zum Kauf ausgestellt. Als Souvenir wurden den Besuchern reich illustrierte Schlossführer, Kunstpostkarten und Bildermappen angeboten. Für die Unterkunft und Verköstigung der Gäste ließ Biesenbach 1904 den nahen, noch aus dem Mittelalter stammenden Burghof abreißen und durch ein Hotel mit Restaurant im Schweizerstil ersetzen. Auch das Schloss wurde den neuen Erfordernissen angepasst, im Souterrain entstanden ein Restaurant und verschiedene Gesellschaftsräume.
Dazu entstanden im Schlosspark in den folgenden Jahren „nordische Häuser“, Blockhäuser, die mit zwei bis drei Zimmern den Gästen im Sommer Quartier boten. Ihre Namen verdankten sie der Popularität Richard Wagners: Volker, Wotan, Brunhilde, Siegfried, Chrimhilde, Walküre, Tristan, Parsival und Isolde. Die vier zuletzt genannten Häuser sind – wenn auch vielfach umgebaut – bis heute erhalten, rund um dieses frühe Beispiel einer Ferienhaussiedlung wurden Nadelbaumwälder und ein Wildgehege angelegt, die für eine angemessen nordische Stimmung sorgten. 1910 veräußerte Biesenbach das Schloss an den Rittmeister a. D. Egbert von Simon. Ab 1923 war das Schloss im Besitz des Kölner Fabrikanten und Kaufmannes Hermann Flohr. Unter beiden Privatbesitzern blieben Schloss und Park weitgehend unverändert erhalten.

### Umnutzung zur katholischen Heimschule St.Michael
1931 wurde Schloss Drachenburg in eine katholische Internatsschule umgewandelt. Der Orden der Brüder der christlichen Schulen nutzte Schloss, Park und Blockhäuser als Heimschule St. Michael. Die Schulbrüder verbanden in ihrer Pädagogik katholische Glaubensinhalte mit den Idealen der bündischen Jugendbewegung. Einfachheit, Naturverbundenheit und freundschaftliches Miteinander prägten das Internatsleben.
Die Schulphilosophie war mit der prunkvollen Innenausstattung des Schlosses nicht zu vereinbaren. Daher war das Inventar bereits 1930 versteigert worden, die Schlossräume wurden umgenutzt. Im oberen Wohngeschoss entstanden Klassenzimmer. Die Kunsthalle diente als Kapelle, das Kneipzimmer als Sakristei. Im Souterrain wurden Küche und Speiseräume eingerichtet. Als anzüglich empfundene Ausstattungselemente wie die Venus auf der gleichnamigen Terrasse oder die Bacchantinnen im Kneipzimmer wurden entfernt oder übermalt. Die Schüler wohnten in den nordischen Blockhäusern, die umgebaut und erweitert wurden. Der Park wurde landwirtschaftlich genutzt und um einen Hausgarten, Blumenbeete und Gewächshäuser bereichert. 1938 mussten die Schulbrüder dem politischen Druck der Nationalsozialisten nachgeben und ihre Heimschule schließen. Der von ihnen mit der Wahrnehmung ihrer Interessen beauftragte Syndikus Brockelmann bot das Schloss im August 1938 dem Reichsministerium für Wissenschaft, Erziehung und Volksbildung für die Unterbringung einer nationalpolitischen Schule zum Kauf an, das diesen im darauffolgenden Monat ablehnte.

### Adolf-Hitler-Schule
Am 19. September 1940 erwarb die Deutsche Arbeitsfront (DAF) Schloss Drachenburg einschließlich des Burghofs von den Schulbrüdern für 600.000 Reichsmark, um dorthin die bisher provisorisch in der Ordensburg Sonthofen in Bayern untergebrachte und eigentlich für Waldbröl vorgesehene Adolf-Hitler-Schule „3“ für den Gau Köln-Aachen zur Ausbildung nationalsozialistischer Führungskräfte zu verlegen. Am 31. Oktober 1940 wurde der DAF das Schlossensemble übergeben und dieses anschließend für die neue Nutzung umgebaut. Nach dem Ende des Jahres 1941 erfolgten Umzug der Schule nach Königswinter mussten die Schüler und das Lehrpersonal aufgrund der noch andauernden Umbauarbeiten zunächst im Hotel Berliner Hof sowie der Landesführerschule im Hotel Mattern wohnen und konnten erst im Sommer 1942 das Schloss beziehen. Dem Umbau fiel der originale Haupteingang, eine zweiläufige Treppenanlage mit einem Portikus, zum Opfer. Sie musste einer einfachen Monumentaltreppe weichen. Die abgebrochenen Werksteine wurden als Bauschutt im Park verstreut. Der Park diente der militärischen Ausbildung der Schüler. Im Verlauf des Krieges wurden unterhalb des Schlosses Flak- und Gefechtsstellungen eingerichtet. Ab dem Sommer 1944 war auch die vormals in der Ordensburg Vogelsang ansässige Koblenzer Adolf-Hitler-Schule „4“ auf Schloss Drachenburg untergebracht.

### Kriegszerstörungen
Das Schlossgebäude wurde in den letzten Kriegstagen durch Artilleriebeschuss schwer beschädigt. Noch heute sind besonders an der rheinseitigen Westfassade und der Decke der Eingangshalle die Einschusslöcher zu sehen. Die Mittelkuppel der Kunsthalle wurde stark beschädigt. Einen besonders schweren Verlust bedeutete die fast vollständige Zerstörung der kostbaren Buntglasfenster in der Kunsthalle und in den Repräsentationsräumen. Im März 1945 konnten amerikanische Truppen die Drachenburg kampflos besetzen. Sie richteten dort vorübergehend ihr Oberkommando ein. Später wurden in den Schlossräumen Flüchtlinge einquartiert. Nach den Einquartierungen fehlten große Teile der Wandgemälde. Die aufgeklebten Leinwandbilder waren rücksichtslos von den Wänden gerissen und gestohlen worden.

### Reichsbahnzentralschule, Wiederaufbau 1948
Von 1947 bis 1960 wurde das Schloss von der Deutschen Reichsbahn bzw. der Deutschen Bundesbahn genutzt. Die Reichsbahndirektion Wuppertal mietete das Schlossensemble als „Pädagogische Reichsbahnzentralschule“. Im Dezember 1948 wurde die Eisenbahnschule eröffnet. Die Schlossräume dienten Schulungszwecken. In der Kunsthalle ergänzte ein maßstabsgerechtes Lehrstellwerk den Unterricht. Der Direktor hatte sein Büro im Nibelungenzimmer.
Die Kriegsschäden wurden in 18-monatiger Bauzeit trotz Arbeiter- und Materialmangel mit großem Engagement aller Beteiligten notdürftig behoben. Die Kunsthalle erhielt ein Notdach. Die östliche Fensterfront der Kunsthalle wurde zugemauert. Die dort ausgebauten Materialien konnten zur Ausbesserung der schwer beschädigten Rheinfront verwendet werden. Auf den Wiederaufbau der zerschossenen Kuppel musste verzichtet werden. Stattdessen wurden die Reste abgetragen, die abgebauten Steine im Parkwald abgekippt.

### Mangelnde Wertschätzung, Leerstand und Verfall
Seit 1953 war das Land Nordrhein-Westfalen Eigentümer des Schlossensembles, nachdem die Schulbrüder auf ihre Rückerstattungsansprüche verzichtet hatten. 1960 verlegte die Deutsche Bundesbahn die Schule. Mangels Interessenten stand das Schloss Drachenburg in den folgenden Jahren leer. Schließlich wurde es sogar zum Abriss freigegeben, um einem modernen Bürogebäude zu weichen. Nur durch eindringliche Proteste seitens der Denkmalpflege, der Bevölkerung, einiger Politiker und durch das große Engagement des Königswinterer Heimatforschers Theo Hardenberg konnte der Abriss verhindert werden. Eine Nutzung stand weiterhin aus.
Schloss und Park verwilderten zusehends. Plünderungen und Vandalismus setzten der erhalten gebliebenen Inneneinrichtung schwer zu. Weitere Teile der Wandgemälde wurden gestohlen, die Vertäfelung diente als Brennholz, die alten schmiedeeisernen Lampen verschwanden. Das Schloss verkam nach Auskunft der örtlichen Presse zur „Hascher-Hochburg“. Obdachlose fanden in den verlassenen Räumen Unterschlupf.

### In Privateigentum, freie Renovierung
1971 rettete Paul Spinat, ein Privatmann, Schloss Drachenburg vor dem endgültigen Verfall. In einer Zeit mangelnden öffentlichen Interesses an gründerzeitlicher Architektur erwarb er das gesamte Ensemble für 500.000 DM, zahlbar in zehn Jahresraten. Spinat investierte nach eigenen Angaben mehrere Millionen DM in die Wiederherstellung der Architektur. 1973 machte Spinat das Schloss für die Öffentlichkeit zugänglich.
Die Räume ließ er nach eigenem Gutdünken wiederherstellen, manches wirkt aus heutiger Sicht recht gewagt. Die fehlenden Wandgemälde wurden von jungen Künstlern ergänzt, Glasmalereien ersetzten die zerstörten Farbfenster. Das Mobiliar war eine bunte Sammlung aus Antiquitäten und Kuriositäten wie der sogenannte Thronsessel Ludwig XIV. Den Park bereicherte Spinat mit Gartenfiguren und Balustraden aus Beton, einem säulenumstandenen Schwimmbecken u. ä. Paul Spinat war für seine skurrilen Ideen berühmt. Auf sein Schloss fuhr er mit einem goldfarbenen Rolls-Royce. Seine kulturellen Veranstaltungen waren prominent besetzt, beispielsweise war Andy Warhol einmal zu Gast und schuf ein Bild mit dem Motiv der Vorburg. Legendär sind seine Orgelkonzerte, die er im Musiksaal auf einer Orgelattrappe mittels eines Tonbandgerätes zu geben pflegte. Seine Frau glaubte bis zu seinem Tod an seine Qualitäten als Organist, bis man sie von der Unspielbarkeit der Orgel überzeugen konnte.

### Im Besitz der Nordrhein-Westfalen-Stiftung, denkmalpflegerische Restaurierung
1986 wurde das Schlossensemble unter Denkmalschutz gestellt. Drei Jahre später wurde es mit dem seither letzten Besitzerwechsel erstmals einer denkmalgerechten Sanierung und Nutzung zugeführt. Das Land Nordrhein-Westfalen erwarb Schloss und Park für knapp acht Millionen DM und übertrug das Ensemble der Nordrhein-Westfalen-Stiftung Naturschutz, Heimat- und Kulturpflege. In enger Kooperation mit dem Land Nordrhein-Westfalen und der Stadt Königswinter lässt die Stiftung das Schlossensemble aufwändig restaurieren.

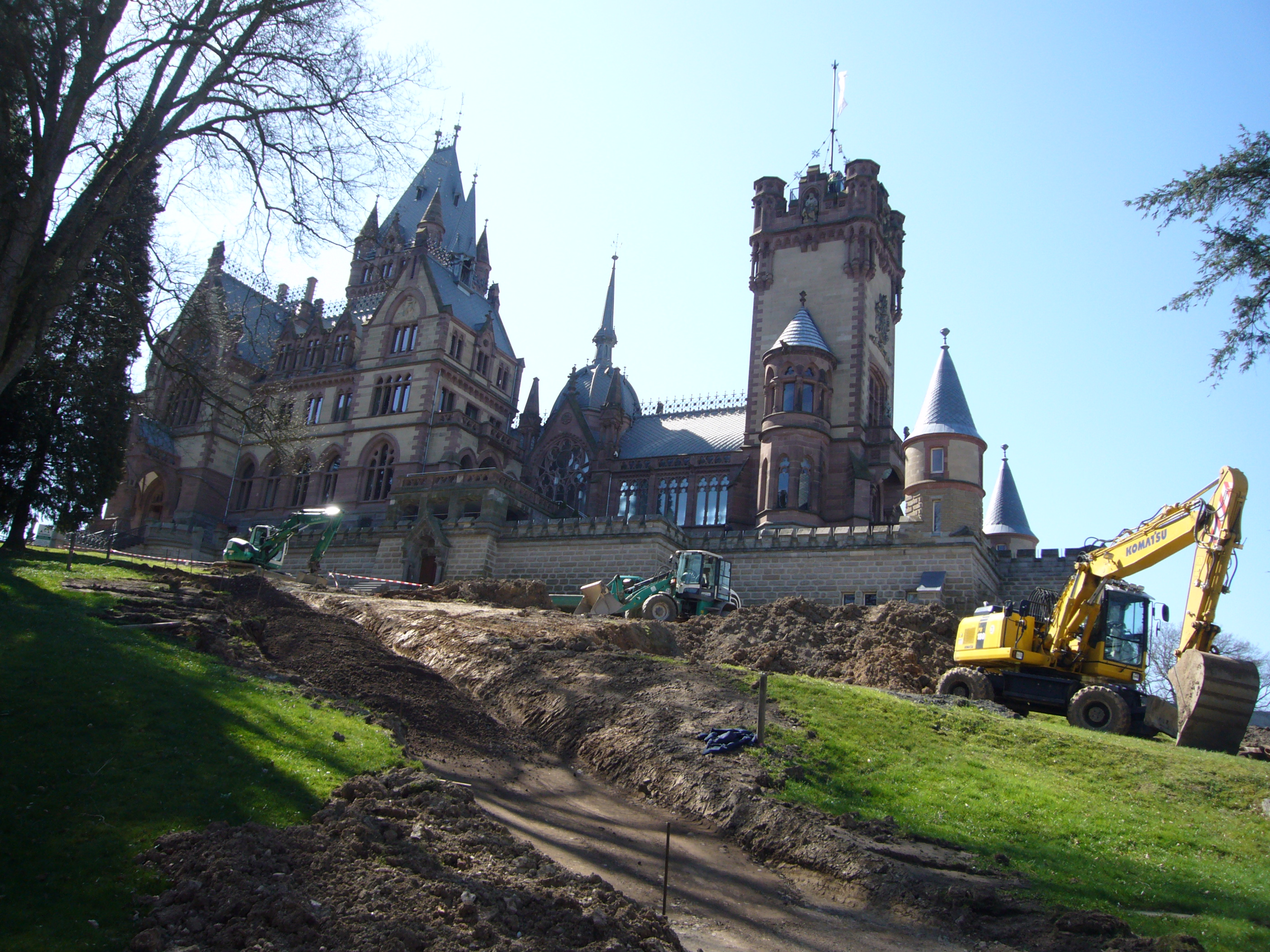
Schloss Drachenburg, Bauarbeiten im Park (Frühjahr 2010)

Der Restaurierung gingen sorgfältige Voruntersuchungen der Bausubstanz und des Parks voran. Ein umfangreiches, 1994 fertiggestelltes Gutachten bildete die Grundlage für die zunächst auf zwölf Jahre geschätzten, letztlich bis zur offiziellen Wiedereröffnung des Schlosses am 3. Juli 2010 und inklusive Restmaßnahmen bis Juni 2011 andauernden Restaurierungsarbeiten. Der Neubau der Mittelstation der Drachenfelsbahn in Nähe des Schlosseingangs wurde im Mai 2011 abgeschlossen. Am 3. Juli 2011 erfolgte die Freigabe des kompletten Parks von Schloss Drachenburg. An der Restaurierung waren über 65 Planungsbüros und Sachverständige sowie 270 Firmen und Handwerksbetriebe beteiligt – das bedeutet etwa 3500 Personen. Die Kosten entsprachen mit ca. 27 Mio. Euro in etwa den vorausgesagten Kosten des Gutachtens für die Grundinstandsetzung.
Chronologie der Restaurierungsmaßnahmen
- 1991–1994: Voruntersuchungen und Erstellung eines Gesamtgutachtens
- 1994: Notsicherungsmaßnahmen an Nordturm und Wagenhalle
- 1994: Beginn der Sanierung der ca. 1,6 km langen Schlossparkmauer
- 1995: Befundaufnahme der im Park verstreuten Naturwerksteine
- 1995/96–99: Sanierung der Terrassenmauer
- 1996: Einrichtung der Baustelle
- 1999: Rekonstruktion der Venusterrasse
- 1998–2000: Restaurierung des Nordturms mit moderner Aussichtsplattform
- 1998–2000: Gesamtsanierung der Vorburg (mit 2,8 Millionen Euro aus der Vereinbarung über die Ausgleichsmaßnahmen für die Region Bonn)
- 2001–2003: Restaurierung der Kunsthalle mit Rekonstruktion der Kuppel
- ab 2003: Restaurierung des Wohntraktes mit Hauptturm
- Mai 2003: Beginn der Innenrestaurierung (Kneipzimmer im Nordturm)
- 2004: Innenrestaurierung und Eröffnung der Kunsthalle mit Kneipzimmer
- Gerüststellung mit Wetterschutzdach am Kernbau
- Beginn der Sanierungsarbeiten Kernbau
- 2005: Wiedereinbau der restaurierten Turmuhr und des Glockenturms
- 2006: Fertigstellung aller Rohbau-, Zimmer-, Schlosser- und Dachdeckerarbeiten
- Beginn der Innenrestaurierung Nibelungen- und Durchgangszimmer, Bibliothek und Billardzimmer
- 2007: Fertigstellung und Eröffnung Nibelungen- und Durchgangszimmer, Bibliothek und Billardzimmer
- Beginn des Gerüstabbaus (bis August 2007)
- 2008: Beginn der Wiederherstellung der ca. 1942 abgerissenen ursprünglichen Portalanlage des Haupteingangs
- 3. Juli 2010: Symbolische Schlüsselübergabe und Abschluss der Renovierungsarbeiten
- bis Ende 2010/Juni 2011: Wiederherstellung des historischen Zugangs und der Freianlagen[14]
- Juli 2011: Eröffnung der neuen Dauerausstellung[15]

### Aktuelle Restaurierung seit der Wiedereröffnung 2010/11

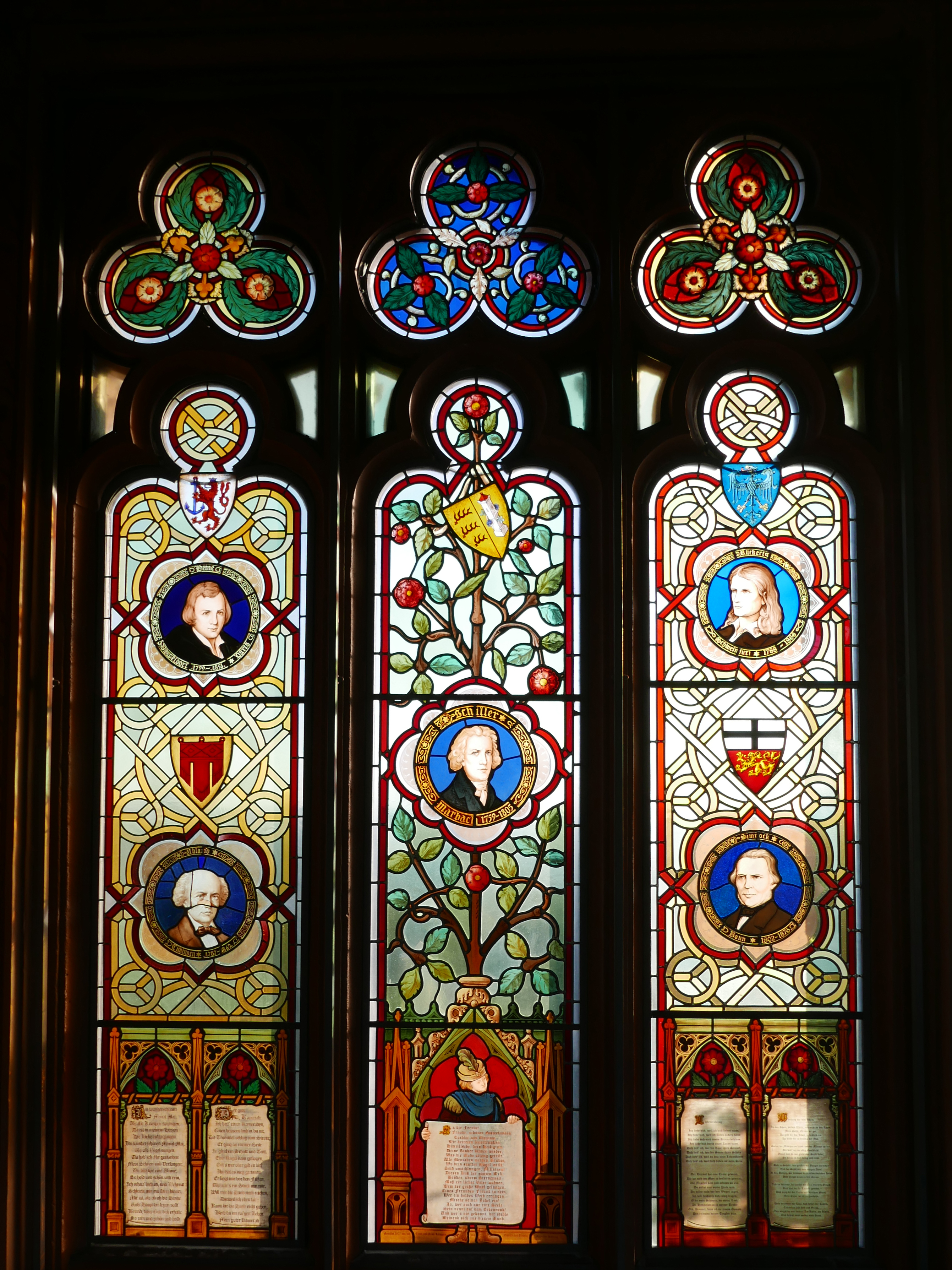
Rekonstruierte Buntglasfenster in der Kunsthalle mit Abbildungen von Heine, Uhland, Schiller, Rückert und Simrock.

Die Buntglasfenster der Kunsthalle wurden von 2015 bis 2023 nach Originalentwürfen von Wilhelm Hoffmann, Architekt des Schlosses, von der Mayer’schen Hofkunstanstalt rekonstruiert. Viele der Fenster wurden von Vereinen, Stiftungen oder Privatpersonen gestiftet und nur die Einbaukosten von Schloss Drachenburg gezahlt.
- Dezember 2015: Einbau des rekonstruierten Buntglasfensters im Nibelungenzimmer
- Juni 2017: Einbau eines großen, rekonstruierten Buntglasfensters in der Kunsthalle
- 2019: Einbau mehrerer rekonstruierter Buntglasfenster in der Kunsthalle[16]
- 2022: Weitere Buntglasfenster werden in der Kunsthalle eingesetzt.
- 2023 ist die Kunsthalle wieder komplett mit Bleiglasfenstern bestückt.

Die Fenster sind in Dreier- und Fünfer-Fenstergruppen angeordnet und zeigen Personen aus Kunst-, Kultur und Wissenschaft. So gibt es Fenstergruppen zu folgenden Themen: Entdecker, Vertreter zeitgenössischer Oper, Vertreter Weltliteratur, Maler des Nordens, Vertreter zeitgenössischer Dichtkunst, Vorläufer zeitgenössischer Oper, Staatsmänner, Baumeister und Bildhauer, Herrscherinnen, Erfinder und zuletzt Maler des Südens. Die Porträts reichen von Vasco da Gama über Ferdinand de Lesseps über Louise Königin von Preußen bis hin zu Michelangelo.

## Aktuelle Nutzungen
Seit 2007 ist der 10 ha große Schlosspark wieder zugänglich. Seit Anfang Juni 2009 kann das Schloss zusammen mit einem Museum zur Schlossgeschichte, einer Ausstellung zu den Restaurierungsarbeiten und dem Museum zur Geschichte des Naturschutzes in Deutschland (in der Vorburg) besichtigt werden. Das Schloss ist entweder fußläufig oder über die nahegelegene Mittelstation der Drachenfelsbahn erreichbar.
Gelegentlich wird das Schloss als Drehort für Film- und Fernseh-Produktionen genutzt, wie Schtonk! (1992), Babylon Berlin (2016, 2018 und 2021) oder Bares für Rares (2018 und 2019). Diese Produktionen steigern laut Geschäftsführer Joachim Odenthal die Bekanntheit des Schlosses, sorgen für zunehmende Besucherzahlen und verbessern die Wirtschaftlichkeit der Betreibergesellschaft „Schloss Drachenburg gGmbH“. Für die Produktionen bleibt das Schloss jedoch auch mehrere Tage für die Öffentlichkeit geschlossen.
Am 21.–22. Oktober 2021 fand auf Schloss Drachenburg die Jahreskonferenz der Ministerpräsidentenkonferenz unter nordrhein-westfälischem Vorsitz statt.
Von 2011 bis 2023 fanden regelmäßig Geisterstunden auf dem Schloss statt: Die historischen und gruseligen Führungen bei Nacht wurden von Peter Wendland ins Leben gerufen und von ihm und Paul Wehner durchgeführt.

## Rezeption
„[Einer] der Schlüsselbauten des späten 19. Jahrhunderts in Deutschland.“

„Hoffmann (…) schuf eine plastisch stark durchgebildete Silhouette, wodurch die Drachenburg selbst innerhalb der äußerst bewegten Landschaftskulisse auch von Ferne sichtbar und unverwechselbar ist.“

„Höhepunkt historistischer Baukunst [in Königswinter] ist das in exponierter Lage auf halber Höhe des Drachenfelses 1884 fertiggestellte Schloß Drachenburg. In nicht zu steigernder malerischer Gestalt verbinden sich hier Schloßbau, Burgen- und Villenarchitektur von architekturgeschichtlich überregionaler Bedeutung.“

„[Ein] Beispiel einer Symbiose von Picturesque und Spätromantik.“